# Тиверий III
Тиве́рий III (греч. Τιβέριος Γ' ο Αψίμαρος) (умер в 706) — византийский император, правивший в 698—705 годах.
До начала правления был друнгарием, командиром среднего уровня кибирриотов. Его имя при рождении — Апсимар.
В 696 году Тиверий III стал солдатом в армии Иоанна Патриция, посланной византийским императором Леонтием, чтобы отвоевать город Карфаген в Африканском экзархате, захваченном Омейядами. После захвата города эта армия была отброшена подкреплением Омейядов на остров Крит.
Офицеры, опасаясь Леонтия, убили Иоанна и провозгласили Тиверия императором. Вскоре последний вошёл в Константинополь и низложил Леонтия.
Тиверий III пытался продвигать армию Византии, боролся с арабами против завоевания Армении. Его помощником был его брат Ираклий, который был весьма популярен. 
При Тиверии (702 год) случился массовый бунт. Армяне просили Византию о помощи. Император послал брата, но отвоевать Армению не получилось, арабы весьма хорошо контролировали захваченную территорию. 
Император также однажды изгнал Вардана, будущего императора. Причина была тому, что Вардану приснилось, что он был императором.  
В 705 году Юстиниан II, с армией булгар и славян, тайно вошёл в город и свергнул Тиверия. Последний бежал в Вифинию, но был схвачен и арестован. Позднее Тиверий и Леонтий были обезглавлены на Собачьем рынке. Со свержением Тиверия III в том же году была также упразднена должность римского консула, просуществовавшая чуть более 12 веков, с 509 г. до н.э.

## Биография

### Жизнь до начала правления
Тиверий родился в середине VII века. Он был германского происхождения и его первое имя — Апсимар. Тиверий был друнагарием, служившим в Южной Анатолии. Византист Вальтер Каэги утверждает, что Тиверий, в начале своей военной карьеры, одержал несколько побед. Это принесло Апсимару популярность.
Начиная с 680 года халифат Омейядов поразила Вторая фитна, что дало возможность Византии атаковать халифат.
Тем не менее, спустя несколько лет Омейяды оправились и дали отпор Византийской империи. Леонтий сослал армию Иоанна Патриция, после первого низложили в 698 году.

### Правление
Тиверий был коронован патриархом Каллиником вскоре после свержения Леонтия. Придя к власти, Тиверий не пытался отвоевать экзархат у Омейядского халифата, а сосредоточил внимание на восточных границах империи. Август назначил своего брата Ираклия патрицием и моностратегом.
После того как в 699 году Ираклий предпринял набег на Сирию, разгромив армию халифа под Самосатой, а несколькими годами позже не пропустил захватчиков в Киликию, он стал популярен, он привёл империю к началу карательных атак для арабов. Омейяды вскоре завоевали Византийскую Армению.
В 702 году армяне восстали против арабов и потребовали помощи со стороны Византии. Уже в 704 году Тиверий и Ираклий атаковали в Киликии.

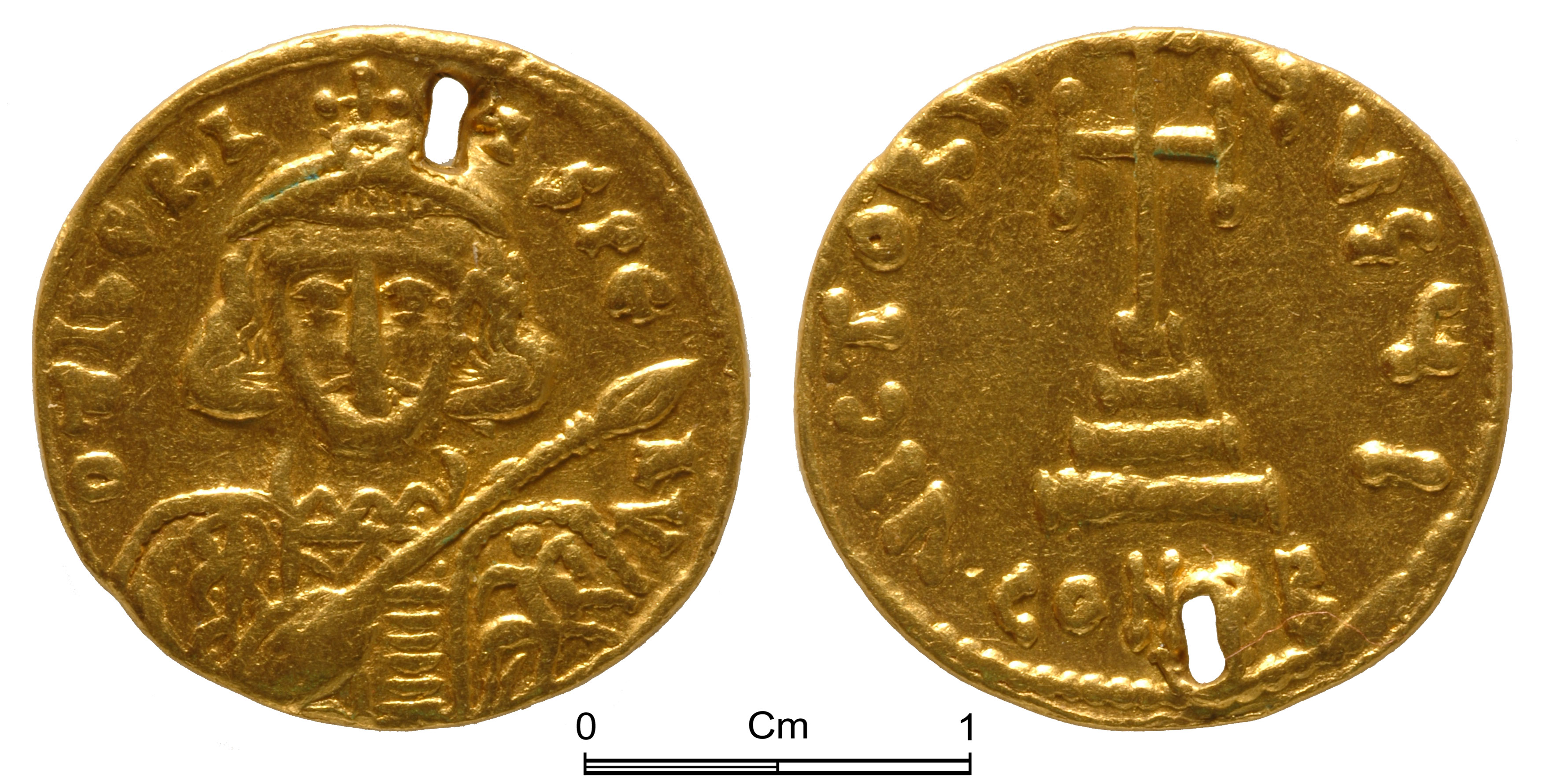
Солид Тиверия

Однако Ираклий не мог остановить завоевание Армении. Тогда Тиверий попытался усилить византийскую армию: он реорганизовал её структуру и киббирейскую систему, перестроив стены Константинополя.
При императоре Тиверии изгнали будущего императора Филиппика. Последний заявлял, что он увидел сон, где он был императором. Слухи, вскоре, дошли до Тиверия, и тот арестовал Вардана. Филиппик был сослан на остров ￼Кефалония. 
В 705 году Тиверий узнал о возвращении Юстиниана. Он приказал хазаров поймать его, но последний нашёл помощь у болгарского хана Тервели. Уже 21 августа того же года Тиверий был низложен и вскоре казнён вместе с братом Ираклием и бывшим императором Леонтием. Их тела были выброшены в море, но позже их достали и похоронили на острове Проте.

### Семья
У Тиверия был сын Феодосий, епископ Эфеса с 729 года и председатель совета Иерия в 754 году. Кроме того, Феодосий был лучшим другом и советником византийских императоров Льва Исавра и Константина Копронима.